# Погребовский сельский совет (Глобинский район)
Погребовский сельский совет (укр. Погребівська сільська рада) — входит в состав Глобинского района Полтавской области Украины.
Административный центр сельского совета находится в с. Погребы.

## История
- 1918 — дата образования.

## Населённые пункты совета
- с. Погребы
- с. Каневщина